# Absolutní moc
Absolutní moc (v anglickém originále Absolute Power) je americký politický akční filmový thriller z roku 1997, který produkoval, režíroval a v němž Clint Eastwood hraje hlavní roli mistra zloděje šperků Luthera Whitneyho, který se stane svědkem vraždy ženy agenty Tajné služby. Scénář Williama Goldmana vychází z románu Absolutní moc Davida Baldacciho z roku 1996. Ve filmu, který byl v roce 1997 uveden na festivalu v Cannes, dále hrají Gene Hackman, Ed Harris, Laura Linney, Judy Davis, Scott Glenn, Dennis Haysbert a Richard Jenkins. Byl to také poslední filmový výstup E. G. Marshalla. Scény v muzeu byly natáčeny ve Waltersově muzeu umění, kde Whitney kopíruje obraz od El Greca: „Svatý František přijímá stigmata“.

## Děj
Ve Washingtonu, D.C., se špičkový zloděj Luther Whitney vloupá do sídla miliardáře Waltera Sullivana. Ukryje se, když dorazí Sullivanova žena Christy na tajnou schůzku s prezidentem USA Alanem Richmondem. Luther skrytý za jednosměrným zrcadlem sleduje, jak se Richmond stává násilným. Christy ho bodne otvírákem na dopisy, načež přiběhnou agenti tajné služby a zastřelí ji. Šéfka kanceláře Gloria Russell naaranžuje místo činu jako nepovedenou loupež. Luther unikne s cennostmi i krvavým důkazem.  
Detektiv Seth Frank vede vyšetřování a podezřívá Luthera, ale nevěří, že by byl vrah. Luther chce uprchnout, ale když vidí Richmonda v televizi předstírat soucit se Sullivanem, rozhodne se odhalit pravdu. Jeho dcera Kate, kterou tajně sledoval, souhlasí s pastí na Luthera, ale agenti i Sullivanův nájemný vrah chystají atentát. Luther jim unikne v policejní uniformě a svěří Kate pravdu.  
Richmond nařídí Kate zabít. Agent Collin ji vytlačí autem z útesu, ale ona přežije. Pokusí se ji otrávit v nemocnici, ale Luther ho zabije. Luther poté v přestrojení za řidiče řekne Sullivanovi, co se skutečně stalo, a předá mu zakrvácený otvírák. Sullivan jde přímo do Bílého domu. Krátce nato oznámí televize Richmondovu sebevraždu – údajně se probodl sám.  
Frank mezitím zjistí, že Burton spáchal sebevraždu, a použije jeho důkazy k zatčení Russellové. Luther se nakonec usmíří s Kate v nemocnici.